# Fiducia nel nulla migliore
Fiducia nel nulla migliore è il secondo album del cantautore italiano Moltheni, pubblicato nel 2001 dalla Cyclope Records/BMG.

## Il disco
Il disco è stato registrato negli Stati Uniti ed è stato prodotto da Jefferson Holt, ex produttore dei R.E.M.. La produzione artistica è invece affidata a Chris Stamey.

## Tracce
1. Zenith – 2:28
2. Educazione all'inverso – 3:55
3. Qualsiasi aprile – 3:51
4. Finta gioia – 4:24
5. Fiducia in un nulla migliore – 3:50
6. Curami Deus – 5:19
7. Mondodown – 4:41
8. Zona monumentale – 3:55
9. Misma – 4:20
10. Il bowling o il sesso? – 4:50
11. E poi vienimi a dire che questo amore non è grande come tutto il cielo sopra di noi – 4:02
12. In me – 2:59
13. Ridi Irene ridi – 3:24
14. Legno – 4:40